# 日妙尼
日妙尼（にちみょうに、生没年不詳）は、鎌倉時代の尼僧。日蓮に帰依し「日妙聖人」の称号を与えられた。

## 略歴
富木日常の妻との説がある。鎌倉に住み、幼子の乙御前をかかえて、夫と離別。日蓮に帰依し、日蓮が佐渡島に流されると彼のもとを乙御前を伴い訪れている。文永9年（1272年）5月、佐渡の一谷（いちのさわ）にて日蓮がしたためた「日妙聖人御書」を授けられた。その中で、日蓮は日妙尼を「日本第一の法華経の行者の女人なり」として「日妙聖人」の称号を与えた。弘安3年（1280年）4月に本尊を与えられた。